# カンパニア州

カンパニア州
Regione Campania

カンパニア州（カンパニアしゅう、イタリア語: Campania）は、イタリア共和国南部のティレニア海沿岸にある州。州都はイタリア第三位の人口を擁する都市であるナポリ。

## 名称
Campania は /kamˈpanja/ と発音される。日本語文献においては「カンパニア」のほか、「カンパーニア」、「カンパーニャ」と転記されることもある。

## 地理

### 位置・広がり
イタリア半島南西部に位置し、ティレニア海に面している。州都ナポリは州中部の沿岸部に位置し、ペスカーラから南へ約190km、首都ローマから南東へ約191km、バーリから西へ約221km、パレルモから北北東へ約314kmの距離にある。
隣接する州は以下の通り。
- モリーゼ州 - 北
- プッリャ州 - 北東
- バジリカータ州 - 南東
- ラツィオ州 - 北西

### 主な都市
人口6万人以上のコムーネは以下の通り。人口は2011年1月1日現在。
- ナポリ （ナポリ県） - 959,574人
- サレルノ （サレルノ県） - 139,019人
- ジュリアーノ・イン・カンパーニア （ナポリ県） - 117,963人
- トッレ・デル・グレーコ （ナポリ県） -　87,197人
- カゾーリア （ナポリ県） -　79,562人
- カゼルタ （カゼルタ県） - 78,693人
- カステッランマーレ・ディ・スタービア （ナポリ県） - 64,506人
- アフラゴーラ （ナポリ県） - 63,981人
- ベネヴェント （ベネヴェント県） - 62,035人

このほかの主要都市として、アヴェッリーノ、ソレント、アマルフィ、ポンペイなどが挙げられる。
- ナポリ
- サレルノ
- カゼルタ
- ベネヴェント

## 行政区画
カンパニア州は以下の5県からなる。

カンパニア州と各県

左端の数字はISTATコード、アルファベット2文字は県名略記号を示す。人口は2023年1月31日現在。面積の単位はkm²。
|     |    | 県名             | 綴り      | 県都           | 面積  | 人口      |
| --- | -- | ---------------- | --------- | -------------- | ----- | --------- |
| 061 | CE | カゼルタ県       | Caserta   | カゼルタ       | 2,639 | 903,663   |
| 062 | BN | ベネヴェント県   | Benevento | ベネヴェント   | 2,071 | 262,413   |
| 063 | NA | ナポリ県         | Napoli    | ナポリ         | 1,171 | 2,969,571 |
| 064 | AV | アヴェッリーノ県 | Avellino  | アヴェッリーノ | 2,792 | 397,889   |
| 065 | SA | サレルノ県       | Salerno   | サレルノ       | 4,923 | 1,058,639 |

## 文化・観光

### 言語
カンパニア州で主に話されてきた地方言語はナポリ語である。2006年の国立統計研究所（ISTAT）の統計によれば、6歳以上の住民の家庭内での会話における言語状況は以下の通り。イタリア語（Italiano）、地方言語（Dialetto）、他の言語（Altra lingua）についてのデータで、左列が全国平均、右列がカンパニア州の数値である。
| 家庭内の会話における使用言語           | 全国  | 州    |
| -------------------------------------- | ----- | ----- |
| イタリア語のみ、あるいは主にイタリア語 | 45.5% | 25.5% |
| 地方言語のみ、あるいは主に地方言語     | 16.0% | 24.1% |
| イタリア語と地方言語の双方             | 32.5% | 48.1% |
| 他の言語                               | 5.1%  | 1.1%  |

### 食文化

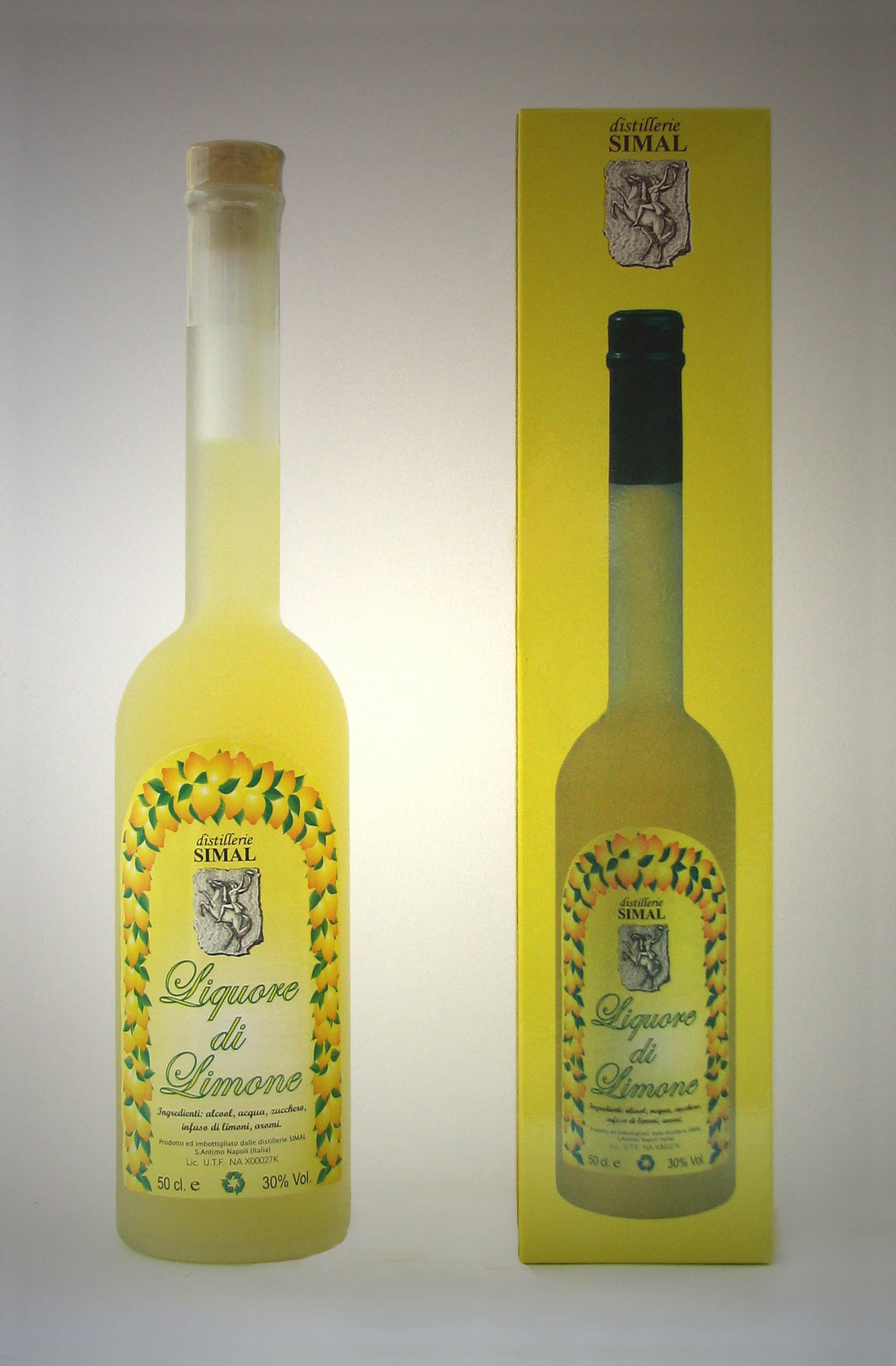
リモンチェッロ
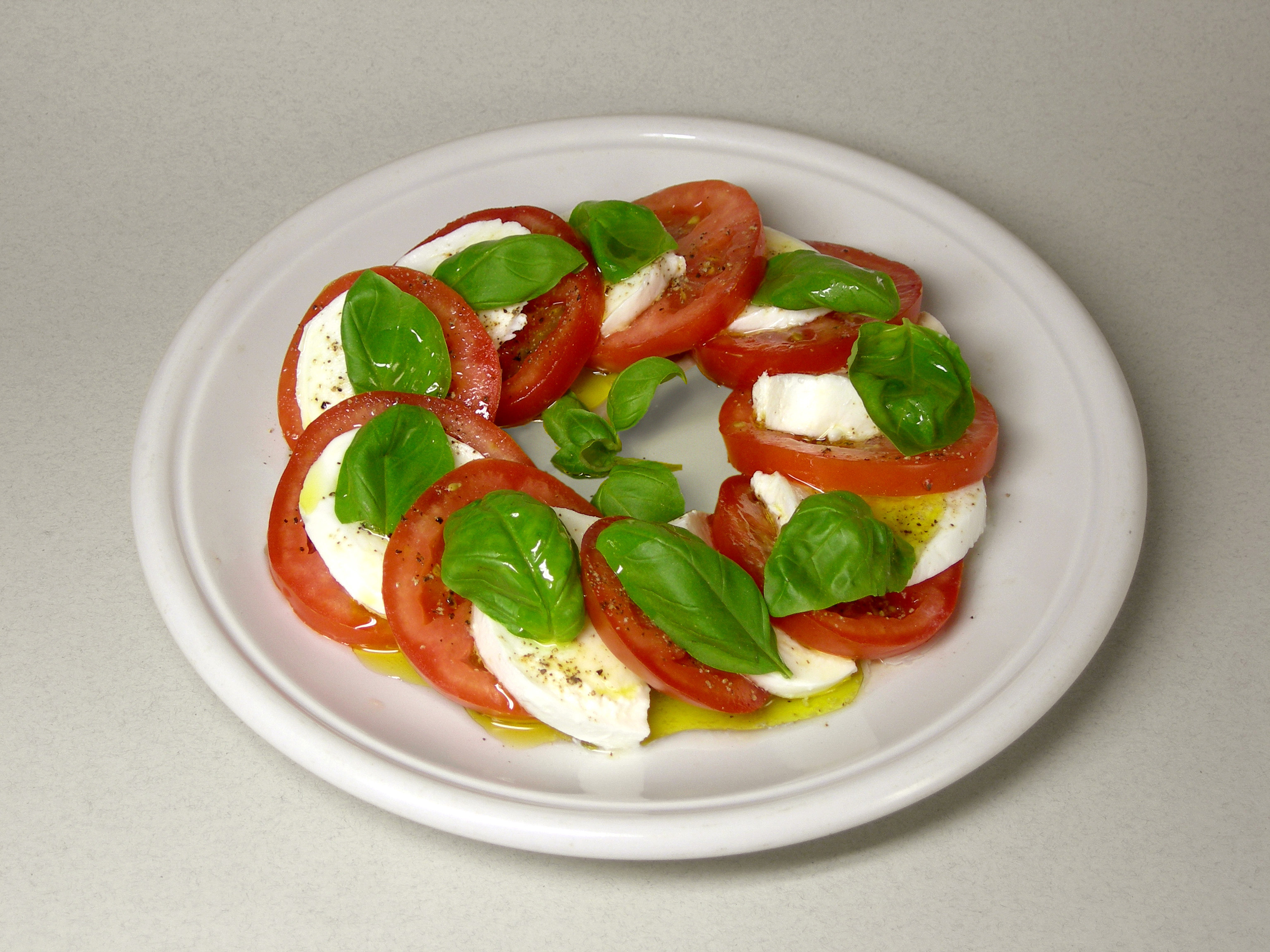
インサラータ・カプレーゼ
- アクアパッツア

- リモンチェッロ
- カプレーゼ

### 世界遺産
- カゼルタの18世紀の王宮と公園、ヴァンヴィテッリの水道橋とサン・レウチョの邸宅群 （カゼルタ県カゼルタ）
- ナポリ歴史地区 （ナポリ県ナポリ）
- ポンペイ、エルコラーノおよびトッレ・アヌンツィアータの遺跡地域 （ナポリ県）
- パエストゥムとヴェーリアの考古遺跡群やパドゥーラのカルトゥジオ修道院を含むチレントおよびヴァッロ・ディ・ディアーノ国立公園 （サレルノ県）
- アマルフィ海岸 （サレルノ県）
- イタリアのロンゴバルド族:権勢の足跡 (568-774年) の一部
  - サンタ・ソフィアの建造物群 （ベネヴェント県ベネヴェント）

## スポーツ

### サッカー
州内に本拠を置くプロサッカークラブとしては以下がある。
- SSCナポリ （ナポリ県ナポリ） - セリエA優勝2回
- ベネヴェント・カルチョ （ベネヴェント県ベネヴェント）
- USサレルニターナ1919 （サレルノ県サレルノ）
- SSユーヴェ・スタビア （ナポリ県カステッランマーレ・ディ・スタービア）
- パガネーゼ・カルチョ1926 （ナポリ県パガーニ）
- ASDソレント1945 （ナポリ県ソレント）
- カルチョ・アヴェッリーノSSD （アヴェッリーノ県アヴェッリーノ）
- ASGノチェリーナ （サレルノ県ノチェーラ・インフェリオーレ）
- SFアヴェルサ・ノルマンナ（英語版） （カゼルタ県アヴェルサ）
- USアルツァネーゼ（英語版） （ナポリ県アルツァーノ）

4部リーグ（アマチュア最上位リーグ）のセリエDでは、ジローネH,Iに属する。カンパニア州の地方リーグ（5部リーグ）として、エッチェッレンツァ・カンパニア (it:Eccellenza Campania) がある。

## 交通

### 空港
- カプア空港（イタリア語版）（カゼルタ県カプア、軍民共用）
- ナポリ・カポディキーノ国際空港 （ナポリ県）
- サレルノ空港（英語版） （サレルノ県）

## 人物

### 著名な出身人物
- ジャン・ロレンツォ・ベルニーニ - バロック期の彫刻家・建築家・画家。ナポリ出身。
- ルカ・ジョルダーノ - バロック期の画家。ナポリ出身。
- サルヴァトーレ・フェラガモ - ファッションデザイナー。ボニート生まれ。
- ジョルジョ・ナポリターノ - 政治家、イタリア共和国大統領。ナポリ出身。
- ファウスト・チリアーノ - 歌手。ナポリ出身。
- パンツェッタ・ジローラモ - タレント。ヴィッラノーヴァ・デル・バッティスタ生まれ。

### ゆかりの人物
- ソフィア・ローレン - 女優。ナポリ近郊のポッツオーリで育つ。